# Pyrocephalus
Pyrocephalus là một chi của loài chim trong họ ruồi bạo chúa, Tyrannidae. Chi này có 4 loài sinh sống ở Hoa Kỳ
Chi này được giới thiệu bởi nhà chim ưng và nghệ sĩ chim John Gould vào năm 1839 trong Zoology of the Voyage of H.M.S. Beagle của Charles Darwin. Loài điển hình đã được gán cho Pyrocephalus rubinus bởi nhà động vật học Anh George Robert Gray vào năm 1840. Tên gọi Pyrocephalus kết hợp từ tiếng Hy Lạp cổ đại purrhos nghĩa là "màu lửa" hoặc "đỏ" và -kephalos nghĩa là "-đầu".

## Các loài
Chi này có các loài sau:
- Pyrocephalus nanus
- Pyrocephalus obscurus
- Pyrocephalus rubinus
- †Pyrocephalus dubius